# 東風 (曲)
「東風」（トンプウ、英語: Tong Poo、簡体字: 东风）はイエロー・マジック・オーケストラ (YMO) の楽曲。作曲は坂本龍一。1978年にリリースされたアルバム『イエロー・マジック・オーケストラ』に収録されている。

## 背景
- 坂本龍一の代表作の一つ。
- 曲のタイトルはジャン＝リュック・ゴダール監督の映画「東風」から取られている。また、当時メンバーの行き着けの中華料理店の店名でもあった。
- イギリスではシングルカットされていたため、YMOのロンドンライヴでは盛り上がった。『パブリック・プレッシャー』のバージョンはロンドンでのライヴの音源であるため、盛り上がり方が確認できる。

## 制作
- 坂本が北京交響楽団（中国語版）をイメージして書いた曲である。当時文化大革命後に毛沢東の詩に曲をのせたレコードを購入し、その中に気に入った曲があり、参考にしている[1]。
- アメリカでリミックスされた『イエロー・マジック・オーケストラ (US版)』では「Yellow Magic (Tong Poo)」と改名され、吉田美奈子のヴォーカルが中間部に加えられた。このヴォーカルはアルバム制作時にすでに収録されていた模様で、日本向けプロモーション用・海外12インチシングル用の「Special DJ Copy」ヴァージョンでは吉田のヴォーカルがミックスされている。
- 高橋幸宏はこの曲に対して「ドビュッシーの影響とか露骨に出していて、こっちもそのへんは勉強させてもらってましたね」と発言している[2]。
- 坂本のアルバム『BTTB（通常版）』ではピアノ連弾によるセルフカヴァーが行われている。

## シングル（UK盤）

### 収録曲
| 全編曲: イエロー・マジック・オーケストラ。 |                                                        |           |          |      |
| #                                          | タイトル                                               | 作詞      | 作曲     | 時間 |
| 1.                                         | 「イエロー・マジック (東風)」(Yellow Magic (Tong Poo)) |           | 坂本龍一 | 3:25 |
| 2.                                         | 「コズミック・サーフィン」(Cosmic Surfin')             |           | 細野晴臣 | 3:24 |
| 合計時間:                                  | 合計時間:                                              | 合計時間: | 6:49     |      |

| 全編曲: イエロー・マジック・オーケストラ。 |                                                        |           |          |      |
| #                                          | タイトル                                               | 作詞      | 作曲     | 時間 |
| 1.                                         | 「イエロー・マジック (東風)」(Yellow Magic (Tong Poo)) |           | 坂本龍一 | 6:20 |
| 2.                                         | 「コズミック・サーフィン」(Cosmic Surfin')             |           | 細野晴臣 | 4:27 |
| 合計時間:                                  | 合計時間:                                              | 合計時間: | 10:47    |      |

## 収録アルバム
- YMO
  - イエロー・マジック・オーケストラ （1978年） - オリジナル
  - イエロー・マジック・オーケストラ (US版) （1979年） - [US mix]
  - パブリック・プレッシャー （1980年） - Live
  - アフター・サーヴィス （1984年） - Live
  - シールド （1984年）
  - フェイカー・ホリック （1991年） - Live
  - テクノ・バイブル （1992年）
  - YMO versus THE HUMAN LEAGUE （1993年） - FIRECRACKER〜TONG POO [REMIX]
  - テクノドン・ライヴ （1993年） - Live
  - ライヴ・アット・紀伊国屋ホール1978 （1994年） - Live
  - オーヴァー・シーズ・コレクション （1995年） - イギリス7インチヴァージョン、アメリカ7インチヴァージョン
  - ワールド・ツアー1980 （1996年） - Live
  - ライヴ・アット・グリークシアター1979 （1997年） - Live
  - SUPER BEST OF YMO （1997年）
  - YMO GO HOME! （1999年） - [SPECIAL DJ COPY]
  - ONE MORE YMO （2000年）
  - UC YMO （2003年）

## カバー作品
- 坂本龍一
  - Ryuichi Sakamoto Trio World Tour 1996（1996年）
  - BTTB（通常版） （1999年）
  - Opus （2024年）
- 矢野顕子
  - ごはんができたよ （1980年）
原曲にはない矢野による歌詞付き。なお、矢野の歌唱による歌詞付きバージョンは、1979年には坂本の主宰していた「カクトウギ・セッション」のライブ等で、先行して発表されていた。
  - 出前コンサート（1994年）
  - Welcome to Jupiter （2015年）
- THE MAD CAPSULE MARKETS (TAKESHI / MOTOKATSU) & KEI KUSAMA
  - YMO REMIXES TECHNOPOLIS 2000-01（1999年）
- 明日香 from 天地雅楽
  - 天地夢想 （2008年）
坂本による帯コメントが表記されている。
  - Neo Japanism （2024年）
坂本によるピアノ伴奏での雅楽バージョン。2008年8月12日に築地本願寺にて収録された音源。
- fox capture plan
  - WALL（2014年）